# Стратановський Георгій Андрійович
Гео́ргій Андрі́йович Стратано́вський (рос. Георгий Андреевич Стратановский; 21 травня 1901 — 3 листопада 1986) — російський мовознавець, антикознавець, перекладач. Народився у Санкт-Петербурзі, Росія. Випускник Ленінградського університету (1925). Учень історика-античника Сергія Жебельова. Працював вченим коректором у Видавництві АН СРСР, згодом — викладачем Ленінградського університету. Був асистентом на історичному факультеті (1936—1938), доцентом катедри класичної філології філологічного факультету (1943—1953). Викладав грецьку мову. Декілька разів арештовувався (1921, 1938). Захистив на історичному факультеті свого університету кандидатську дисертацію «Res gestae Augusti (жанр и идеология, эллинистические влияния, харизматика)» (1941). Під час німецько-радянської війни евакуйований до Саратова (1942), по закінченню якої повернувся до викладання. З 1960-х років присвятив себе перекладам грецьких і новолатиських авторів. Помер у Ленінграді, СРСР.

## Переклади
- Стенон Н. О твёрдом, естественно содержащемся в твёрдом / Пер. Г. А. Стратановского. М. : Изд-во АН СССР, 1957. 151 с. (Классики науки)
- Длугош Я. Грюнвальдская битва / Изд. подгот. Г. А. Стратановский и др. М.; Л. : Изд-во АН СССР, 1962. 214 с. (Литературные памятники).
- Страбон. География: В 17 кн. / Пер., статья и коммент. Г. А. Стратановского. Л. : Наука, 1964. 943 с. (Классики науки)
- Геродот. История : В 9 кн. / Пер. и примеч. Г. А. Стратановского. Л. : Наука, 1972. 600 с. (Памятники исторической мысли).
- Феофраст. Характеры / пер., статья и примеч. Г. А. Стратановского. Л. : Наука, 1974. 123 с. (Литературные памятники).
- Фукидид. История / Изд. подгот. Г. А. Стратановский и др.; [Примеч. Г. А. Стратановского]. Л. : Наука, 1981. 543 с. (Литературные памятники).